# Bernat Romaní Cornet
Bernat Romaní Cornet (Barcelona, 1970) és escriptor i professor de ciències.
La seva obra literària se centra en la literatura Juvenil i Infantil. Ha guanyat els premis Gran Angular (2004) i Vaixell de Vapor (2008).
Escriu la columna d’articles “El món no ens espera” a Núvol buscant com actuar per conviure amb l’ecosistema.

## Obres

### Novel·les
- Sí (Editorial Cruïlla, 1999). Coescrita amb Daniel Romaní. Traduïda al castellà
- Desconcert (Editorial Cruïlla, 2002). Coescrita amb Daniel Romaní
- Els colors de la memòria (Editorial Cruïlla, 2004). Premi Gran Angular. Coescrita amb Daniel Romaní
- El meu carrer (Editorial Cruïlla, 2008). Premi Vaixell de Vapor
- La tortuga que volia creuar el desert (Editorial Bambú, 2011). Traduïda al francès.
- Temps de fronteres (Editorial Bambú, 2024)[1]

### Contes
Contes a la revista Cavall Fort (9ntnc (2006), El globus de l’avi (2007), Màgik (2009), Karesansui (2009), Qui la perd la va a buscar (2015)